# George Mason-universiteit
De George Mason-universiteit (Engels: George Mason University, GMU), vaak naar verwezen als Mason, is een Amerikaanse openbare universiteit  in Fairfax, Virginia, nabij Washington D.C.. Het motto van de universiteit is Vrijheid en Leren en haar slogan is Waar Innovatie Traditie Is.
Genoemd naar de Amerikaans patriot en Founding Father George Mason werd de universiteit in 1957 opgericht als onderdeel van de Universiteit van Virginia, waarna het in 1972 een onafhankelijk instituut werd. Hedendaags staat Mason bekend om haar sterke programma's in economie, recht, creatief schrijven, informatica, en bedrijfskunde. Twee hoogleraren hebben tijdens hun carrière aan de George Mason University de Nobelprijs voor de economie gewonnen, James M. Buchanan in 1986 en Vernon L. Smith in 2002.